# Medzany
Medzany este o comună slovacă, aflată în districtul Prešov din regiunea Prešov, pe malul râului Paťovský potok⁠(d). Localitatea se află la altitudinea de 320 m deasupra n.m., se întinde pe o suprafață de 7,07 km2 și în 2017 număra 882 de locuitori. Se învecinează cu comuna Veľký Šariš.

## Istoric
Localitatea Medzany este atestată documentar din 1230.

## Demografie
| An:                | 1994 | 2004 | 2014    | 2024    |
| ------------------ | ---- | ---- | ------- | ------- |
| Număr de persoane: | 525  | 609  | 815     | 1095    |
| Diferență:         |      | +16% | +33,82% | +34,35% |

| An:                | 2023 | 2024   |
| ------------------ | ---- | ------ |
| Număr de persoane: | 1065 | 1095   |
| Diferență:         |      | +2,81% |